# Cuterebra lepusculi
Cuterebra lepusculi är en tvåvingeart som beskrevs av Townsend 1897. Cuterebra lepusculi ingår i släktet Cuterebra och familjen styngflugor. Inga underarter finns listade i Catalogue of Life.